# Chiesa di Santa Maria Assunta (Qualso)
La chiesa di Santa Maria Assunta è la parrocchiale di Qualso, frazione di Reana del Rojale, in provincia ed arcidiocesi di Udine; fa parte della forania della Pedemontana.
Si tratta di un antico edificio, inizialmente costruito nel Duecento, ma più volte rimaneggiato.

## Storia
I primi documenti attestano la prima costruzione della chiesa nel XIII secolo ed un ampliamento dell'intero edificio nel 1456. Il Terremoto del Friuli del 1511 distrusse interamente la chiesa, che però venne subito ricostruita.
Nel 1701 vi furono lavori di ampliamento della chiesa, che durano tre anni; nel 1712 fu costruita la torre campanaria. Nel 1863 la facciata crollò in seguito a una tromba d'aria, ma gli interventi per le riparazioni furono immediati. Subì pesanti danni in seguito al terremoto del Friuli del 1976, vennero perciò eseguiti interventi di ripristino delle strutture verticali, formati cordoli di collegamento e rifacimento della struttura della copertura con capriate metalliche. Nel 2009 fu rifatto il manto di copertura, impermeabilizzato e tinteggiate le pareti esterne dell'edificio.

## Descrizione

### Facciata
La facciata è scandita da lesene in stile ionico su un alto basamento, sorreggenti alto cornicione e timpano modanato con oculo. Nella partizione centrale è presente il portale in pietra modanata. Torre campanaria, esterna all'edificio, è posta verso nord.

### Interno
La pianta è ad aula con presbiterio leggermente più basso rispetto all'aula. Sono annessi i corpi della sacrestia a meridione e le cappelle laterali rivolte sia a meridione che a settentrione. Vi è un ingresso secondario a meridione. L'interno è scandito da paraste in stile composito sorreggenti l'alto cornicione modanato a correre e lungo le pareti laterali vi sono tracce di affreschi e due cappelle laterali per lato. L'aula è illuminata da due finestre rettangolari per lato, con soffitto a vela e con dipinti all'interno di cornici a stucco. Il presbiterio è rialzato di tre gradini, voltato a vela, con abside interna semicircolare, illuminato da due finestre rettangolari. Ai lati del presbiterio vi sono due porte, che immettono ai locali della sacrestia. In controfacciata si nota la balconata della cantoria sopra la bussola. La pavimentazione è in lastre quadrate in marmo, in tinte di grigi, disposte a losanga.